# Bellouet
Bellouet est une ancienne commune française du département du Calvados qui a existé de 1789 à 1833 avant qu'elle ne soit réunie à la commune de Bellou.

## Géographie

### Situation
La commune de Bellouet se situait à l'est du Calvados, au cœur du Pays d'Auge. Son bourg était à 5 km à l'est de Livarot, à 15 km au sud de Lisieux et à 13 km à l'ouest d'Orbec. Celui-ci correspond aujourd'hui aux lieux-dits du Bas et du Haut de Bellouet, situés au nord de la commune de Bellou.

## Toponymie
Le nom de la localité sous les formes Berloet en 1250, Berlouet en 1287 et Bellouelum au XVIe siècle. Le toponyme se rapproche de celui de Bellou, village voisin de celui de Bellouet, qui pourrait être issu du gaulois/bas latin berula, « berle, cresson ». Suffixé d'-avum, il indiquerait la présence de ces plantes en ce lieu,.

## Histoire
Sous l'Ancien Régime, la paroisse de Bellouet dépendait du diocèse de Lisieux, du doyenné de Livarot, de la généralité d'Alençon, de l'élection de Lisieux et de la sergenterie d'Orbec.
Le 14 décembre 1789, des municipalités furent créées pour remplacer les paroisses préexistantes : ainsi, la nouvelle commune de Bellouet remplaça l'ancienne paroisse Saint-Pierre de Bellouet. En 1793, Bellouet fut inclus dans le canton de Courson, puis rejoignit en 1801 celui de Livarot.
Par l'ordonnance du 14 avril 1833, Bellouet fut rattachée à la commune de Bellou. Son église fut alors complètement rasée, malgré la résistance des habitants, qui ne put être vaincue que par la force publique.

## Démographie
| 1793 | 1800 | 1806 | 1821 | 1831 |
| ---- | ---- | ---- | ---- | ---- |
| 192  | 164  | 172  | 159  | 161  |

## Lieux et monuments
L'ancienne commune du Bellouet comptait plusieurs monuments remarquables :
- L'église Saint-Pierre (démolie au XIXe siècle).
- Le manoir du Cintray (construit aux XVe – XVIe siècles, détruit en 1941)[1],[5].